# Noyau de condensation
Pour les articles homonymes, voir noyau.

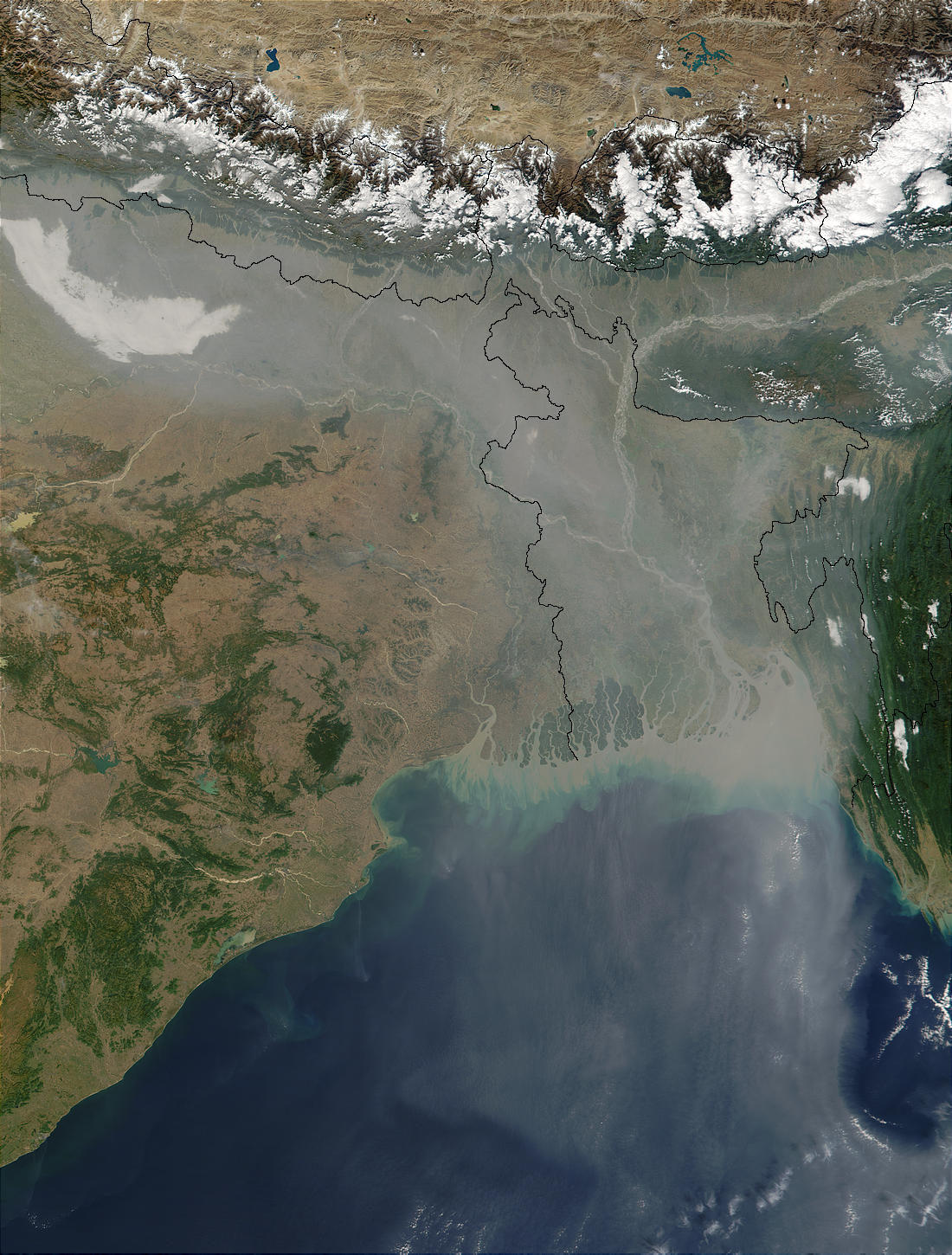
Pollution atmosphérique causée par des aérosols sur le nord du sous-continent indien.

Un noyau de condensation est une particule hygroscopique flottant dans la troposphère et sur laquelle la vapeur d'eau contenue dans l'air se déposera pour former une gouttelette. En effet, dans de l'air pur, où il n'y aurait aucune poussière ou ion, il faudrait atteindre une sursaturation de 500 % avant que la vapeur d'eau ne forme des gouttes à cause de la tension superficielle de l'eau à 0 °C. Les aérosols atmosphériques contiennent de telles particules hygroscopiques qui servent de centres de nucléation. Ces aérosols, typiquement de l'ordre de 0,2 µm à quelques micromètres, favorisent donc la formation des nuages et des précipitations,, d'où l'acronyme parfois employé NCN pour noyau de condensation de nuage.

## Granulométrie et composition

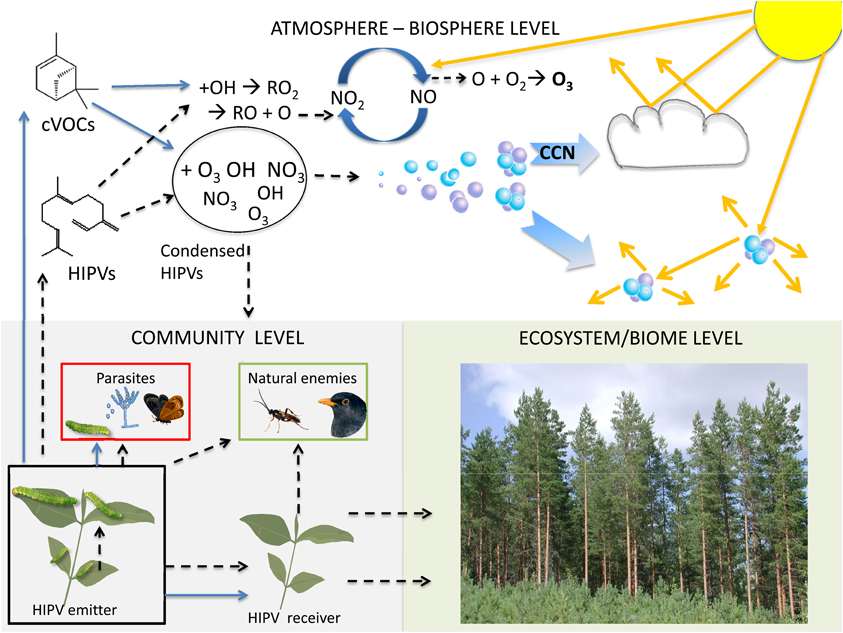
Fonctions et devenirs des composés organiques volatils (COV) à trois niveaux : communauté, écosystème/biome et atmosphère-biosphère.

Il existe trois classes de noyaux de condensation : les noyaux de Aitken (0,005 à 0,1 µm), les gros noyaux (0,1 à 1 µm) et les noyaux géants (1 à 20 µm). La distribution générale des diamètres montre une augmentation du nombre par rapport au diamètre dans la première catégorie puis une diminution graduelle dans les deux autres. Ceci s'explique par le dépôt progressif des plus gros noyaux sous l'effet de la gravité. Cependant, la granulométrie et la composition varient avec le temps et l’emplacement géographique. 
Les noyaux d'Aitken sont importants dans le développement de la foudre car ils peuvent être ionisés. Sauf dans les endroits à faible densité de noyaux de condensations (en altitude ou en mer), ils sont généralement négligeables pour la condensation de la vapeur d'eau parce qu'ils entrent en compétition avec les plus gros noyaux. 
Les aérosols proviennent de différents sources : produits de combustion (suie, goudron, etc.), réactions chimiques sèches ou humides dans l’atmosphère (chlorure d'ammonium par exemple), arrachements mécaniques par le vent (grains de sel venant de l'océan, poussières, cendres volcaniques, etc.). La majorité des noyaux de condensation ont une composition mixte, un substrat non soluble et une partie hygroscopique. Les noyaux contenant du sulfate ou du sel de mer sont particulièrement efficaces alors que la suie et les minéraux sont peu solubles et donc peu efficaces. Cependant ces derniers sont plus utiles comme noyaux de congélation pour la formation de cristaux de glace en haute troposphère.
Les plantes, du fait de leur incapacité à se mouvoir, sont soumises dans leur environnement à une multitude de stress biotiques ou abiotiques qui induisent l'émission de nombreux COV pouvant agir également comme noyaux de condensation (CCN pour Cloud condensation nuclei dans l'illustration) par échanges physico-chimiques du système atmosphère-biosphère.

## Condensation
Les gouttes commencent à se former dans de l'air généralement au-dessus du point de congélation quand l'air soulevé devient sursaturé par rapport à la température environnante. Dans de l'air pur, où il n'y aurait aucune poussière ou ion, il faudrait atteindre une sursaturation de 500 % avant que la vapeur d'eau ne forme des gouttes à cause de la tension superficielle de l'eau. 
Cependant, ce genre de sursaturation ne se rencontre pas dans l'atmosphère terrestre où les mesures ont montré qu'elle ne dépasse pas 1 %. Les noyaux de condensation vont absorber la vapeur d'eau et la solution chimique obtenue abaissera la tension de surface nécessaire pour former une goutte. La sursaturation n'aura alors besoin d'être que de quelques dixièmes de 1 % pour mener à la formation de gouttes de nuages.
Selon les calculs de Hilding Köhler, qui s'est servi de la loi de Raoult et de l'effet Gibbs-Thomson, on peut en tirer l'équation suivante qui relie le diamètre ({\displaystyle D_{p}}) de la gouttelette à la pression de vapeur d'eau ({\displaystyle p_{eau}}), la pression de saturation au-dessus d’une surface plane ({\displaystyle p^{0}}), la tension de surface entre l'eau liquide et la vapeur d'eau ({\displaystyle \sigma _{eau}}), la masse volumique de l'eau pure ({\displaystyle \rho _{eau}}), le nombre de moles de la solution ({\displaystyle n_{s}}) et la masse molaire de l'eau ({\displaystyle M_{eau}}) :

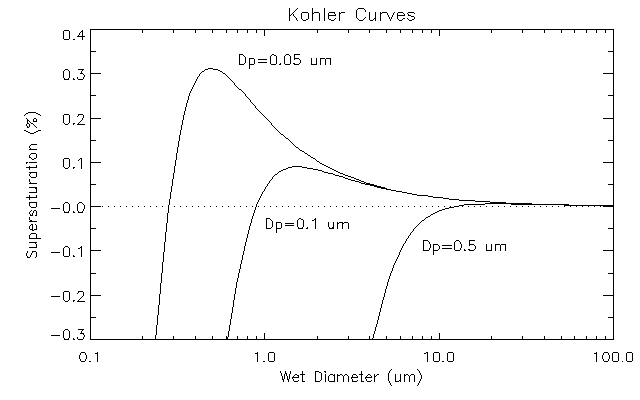
Courbe de Köhler de la sursaturation en pourcentage versus le diamètre des gouttelettes de nuage avec un noyau de condensation de NaCl. La sursaturation est nécessaire pour que ces dernières continuent à grossir passé le diamètre critique indiqué par le pic

Le diagramme de gauche montre l'évolution du diamètre de la goutte d'eau en utilisant un grain de chlorure de sodium de trois différents diamètres comme noyau de condensation. Il augmente à mesure que l'humidité relative augmente mais si l'humidité relative redescend avant d'avoir atteint une valeur légèrement au-dessus de la saturation, repérable par les pics, la gouttelette s'évaporera. Cette portion du graphique montre que la vapeur d'eau et la gouttelette sont en équilibre thermodynamique. Elle est reliée à la formation de brume sèche si l'humidité relative ne dépasse pas la saturation.
Une fois que l'air a atteint la sursaturation nécessaire, les gouttelettes continueront de croître même si l'humidité relative diminue, en autant que l'air reste saturé, car la tension de surface est moins grande que l'attraction de la vapeur d'eau par la goutte. Les pics portent le nom de « diamètre critique » et la « sursaturation critique » correspondante dépend du type et du diamètre du noyau de condensation.
Il y a d'abord formation de très fines gouttes qui donnent le nuage. À mesure que ces gouttes montent, elles passent sous le point de congélation mais resteront surfondues s'il n'y pas présence de noyaux de congélation. Ces derniers sont beaucoup moins disponibles que les noyaux de condensation. À mesure qu'elles augmentent de diamètre, un second processus doit intervenir, la coalescence, afin d'atteindre un diamètre suffisant pour former des gouttes de pluie. En effet, les gouttelettes formées par condensation n'atteignent que quelques dizaines de microns dans le temps nécessaire habituellement pour donner de la pluie.

## Autres effets

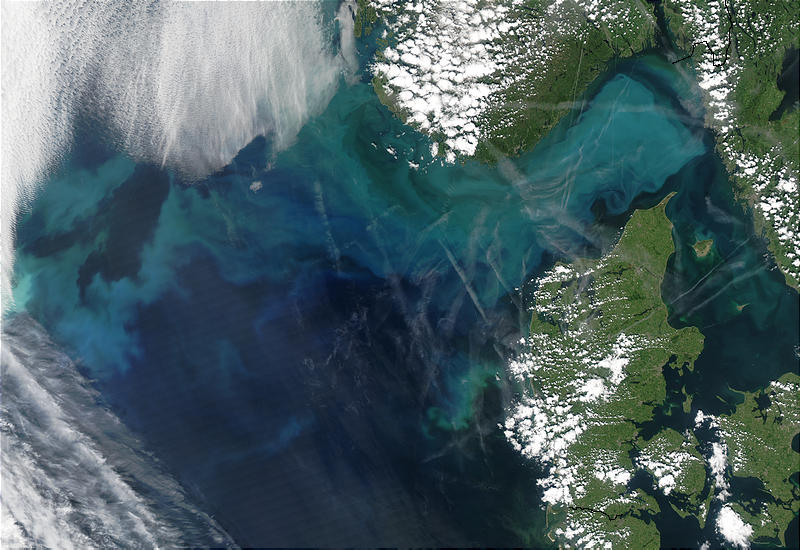
Efflorescence algale en mer du Nord

De très grandes concentrations de noyaux de condensation sont cause de pollution atmosphérique et d’augmentation de l'albédo de l'atmosphère réfléchissant vers l'espace une partie de la radiation solaire. La condensation à sous saturation donne la brume sèche, comme mentionné antérieurement, qui a un albédo encore plus élevé. La formation de nuages donne non seulement un albédo plus important mais agit aussi pour garder la chaleur entre le sol et la couche nuageuse, formant une couche isolante telle une couette.
Les sulfates (SO42− et gouttelettes d’acide méthylsulfonique) sont en partie le résultat de la décomposition du sulfure de diméthyle provenant du phytoplancton océanique. Toute efflorescence algale dans les océans augmente donc la concentration locale de noyaux de condensation. L’hypothèse Gaïa avance que le réchauffement climatique devrait favoriser l'apparition de ces efflorescences ce qui en retour augmenterait l'albédo pour diminuer le réchauffement en un système de contrôle naturel du phénomène. Par contre, la stratification des températures océaniques pourrait séparer la couche chaude de croissance du phytoplancton près de la surface de la couche froide plus bas où se trouvent les nutriments.